# Крамонсхаген
Крамонсхаген (нем. Cramonshagen) — община в Германии, в земле Мекленбург-Передняя Померания.
Входит в состав района Северо-Западный Мекленбург. Подчиняется управлению Лютцов-Любсторф. Население составляет 528 человек (на 31 декабря 2010 года). Занимает площадь 10,12 км².